# Sisyra producta
Sisyra producta is een insect uit de familie sponsvliegen (Sisyridae), die tot de orde netvleugeligen (Neuroptera) behoort. 
Sisyra producta is voor het eerst wetenschappelijk beschreven door Tjeder in 1957.